# Hans-Otto Borgmann
Hans-Otto Borgmann (ur. 20 października 1901 w Hanowerze, zm. 26 lipca 1977 w Berlinie) – niemiecki kompozytor muzyki filmowej.
Jedną z najbardziej znanych piosenek było Tango notturno w filmie o tej samej nazwie. Rola ta była planowana dla Marleny Dietrich, ale dostała ją  Pola Negri, która spopularyzowała piosenkę Borgmanna.

## Filmografia
| - 1931: Nie wieder Liebe - 1931: Sein Scheidungsgrund - 1931: Der Hochtourist - 1932: Der Frechdachs - 1932: Ein toller Einfall - 1932: Quick - 1932: Mensch ohne Namen - 1932: Das schöne Abenteuer - 1932: Strich durch die Rechnung - 1932: Der weiße Dämon - 1932: Wenn die Liebe Mode macht - 1932: F.P.1 antwortet nicht - 1932: Eine Tür geht auf - 1933: Lachende Erben - 1933: Kind, ich freu’ mich auf Dein Kommen - 1933: Der Stern von Valencia - 1933: Ein gewisser Herr Gran - 1933: Alles für Anita - 1933: Hitlerjunge Quex - 1933: Die schönen Tage von Aranjuez - 1933: Heideschulmeister Uwe Karsten - 1933: Inge und die Millionen - 1934: Gold - 1934: Die Csardasfürstin - 1934: Ein Mann will nach Deutschland - 1934: Die Insel - 1934: Fürst Woronzeff - 1935: Die törichte Jungfrau - 1935: Barcarole - 1935: Das Mädchen vom Moorhof - 1935: Leichte Kavallerie - 1935: Liebeslied - 1936: Mädchenjahre einer Königin - 1936: Moskau — Shanghai - 1936: Die Nacht mit dem Kaiser - 1937: Gleisdreieck - 1937: Tango Notturno - 1938: Jugend - 1938: Verwehte Spuren | - 1939: Ein hoffnungsloser Fall - 1939: Pedro soll hängen - 1939: Die Reise nach Tilsit - 1940: Unser Fräulein Doktor - 1940-42: Der große König - 1941: Jakko - 1942: Die goldene Stadt - 1942: Der große Schatten - 1942: Diesel - 1942-44: Opfergang - 1943: Du gehörst zu mir - 1944: Familie Buchholz - 1944: Neigungsehe - 1944: Der Majoratsherr - 1944: Junge Adler - 1945: Die Brüder Noltenius - 1945: Wie sagen wir es unseren Kindern? / Ehe mit Hindernissen - 1945: Eine alltägliche Geschichte - 1948: 1-2-3 Corona - 1948: Schuld allein ist der Wein - 1949: Der große Mandarin - 1949: Verführte Hände - 1950: Nur eine Nacht - 1950: Das Mädchen aus der Südsee - 1950: Die tödlichen Träume - 1951: Hanna Amon - 1952: Praterherzen / Tingeltangel - 1953: Der Kapitän von San Lorenzo / Mea culpa - 1953: Die Stärkere - 1953: Die Prinzessin und der Schweinehirt - 1954: Konsul Strotthoff - 1955: Die Toteninsel - 1955: Vor Gott und den Menschen - 1956: Dany, bitte schreiben Sie - 1956: Von der Liebe besiegt - 1958: Man müßte noch mal zwanzig sein - 1961: Die kleinen Füchse |

## Literatura
- Frank Noack: Hans-Otto Borgmann; in CineGraph Lg. 26 (1995), edition text+kritik
- Jürgen Wölfer, Roland Löper: Das große Lexikon der Filmkomponisten, Verlag Schwarzkopf und Schwarzkopf, Berlin 2003 ISBN 3-89602-296-2